# Moju (kommun)
Moju är en kommun i Brasilien.   Den ligger i delstaten Pará, i den nordöstra delen av landet, 1 500 km norr om huvudstaden Brasília. Antalet invånare är 69 921.
Följande samhällen finns i Moju:
- Moju

I omgivningarna runt Moju växer i huvudsak städsegrön lövskog. Runt Moju är det mycket glesbefolkat, med 2 invånare per kvadratkilometer.